# 1108-as mellékút (Magyarország)
Az 1108-as számú mellékút egy négyszámjegyű mellékút Budapest és Pest vármegye határvidékén, amely a 11-es főutat és Szentendrét köti össze a 10-es főúttal, a Pilis hegység délkeleti részén fekvő, útjába eső települések összekötésével.

## Nyomvonala
Szentendre déli részén ágazik ki a 11-es főútból, egy lámpás kereszteződéssel. Első szakaszán délnyugat felé halad, mezőgazdasági külterületek között, melyek egy része közigazgatásilag Pomázhoz tartozik. Majdnem pontosan egy kilométer után eléri Budakalász Szentistvántelep városrészének házait, majd egy körforgalmú csomópontba ér, ahol csatlakozik hozzá a kelet felől érkező 1111-es út; innét az M0-s autóút Megyeri hídja, illetve az Omszk-tó és a Lupa-sziget felé térhetünk le. A két útnak ezután kb. 200 méternyi közös szakasza következik (kilométer-számozás tekintetében megegyező irányba haladva), közben Budakalász, Lenfonó megállóhely térségében keresztezik a szentendrei HÉV vonalát.
Ezután kettéválnak: az 1111-es észak, az 1108-as pedig dél felé indul és keresztezi a Barát-patak folyását. Nem sokkal arrébb újabb elágazása következik, ott dél felől csatlakozik hozzá a Budapestet (Csillaghegyet) Budakalásszal összekötő 1115-ös út. Ezen a ponton az 1108-as nyugat felé veszi az irányt, Damjanich utca néven, és mintegy 4,6 kilométer megtételét követően kilép Budakalász területéről. Áthalad a Nagy-Kevély keleti előhegyének számító Ezüst-hegy és a Budapest határán emelkedő Róka-hegy közti nyeregben, majd beér Üröm területére.

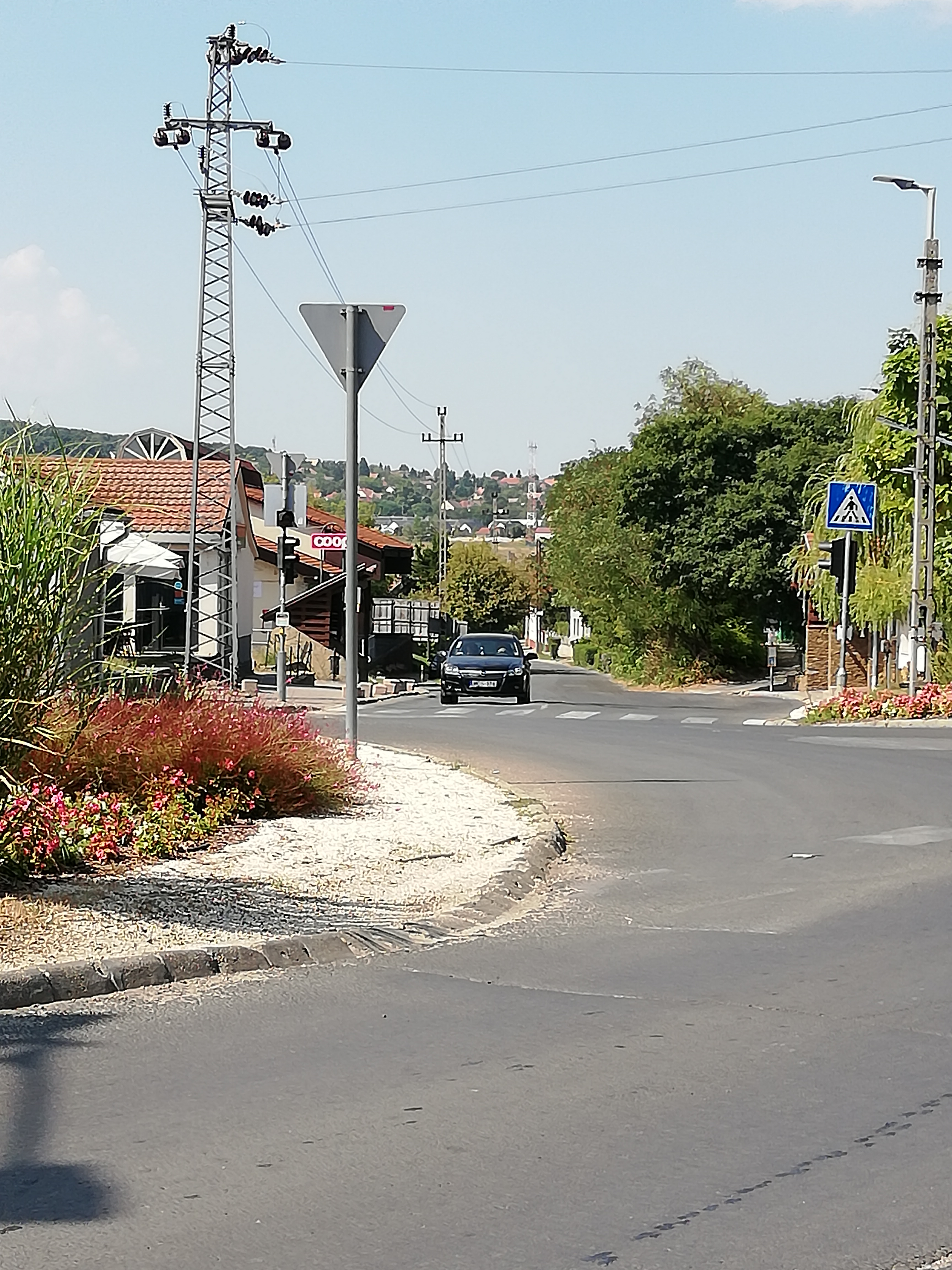
A 11 105-ös út kiágazása Üröm központjában Pilisborosjenő felé nézve

E település központjában egy lámpás kereszteződéssel ágazik ki belőle a Pilisborosjenő központja felé vezető 11 105-ös út, ugyaninnen keleti irányban Csillaghegy központjába vezet egy alsóbbrendű út. Üröm déli szélének közelében kiágazik belőle (a 8+500-as kilométerszelvényénél, majdnem pontosan északnyugati irányban) a Pilisborosjenő ófalujának déli része felé vezető, rossz minőségű 11 101-es út. Utolsó métereiig Üröm területén halad, csak a legvégén lépi át Budapest határát. Korábban egy alárendelt elágazással csatlakozott a 10-es főúthoz, Budapest és Üröm közigazgatási határán, 2015 júliusa óta az akkor átadott, teljes egészében Budapest közigazgatási területén található ürömi körforgalomba érkezik bele, északi irányból, alig pár lépésre a főút 10+600-as kilométerszelvényétől.

## Települései
- Szentendre
- (Pomáz)
- Budakalász
- Üröm
- Budapest